# Thomas Andrews
|  | Per a altres significats, vegeu «Thomas Andrews (científic)». |

Thomas Andrews Jr. (7 de febrer del 1873 - 15 d'abril del 1912) fou un dissenyador i constructor de vaixells irlandeso-britànic. Fou el director i cap del departament de construcció de vaixells de la companyia Harland & Wolff a Belfast, Irlanda del Nord. Andrews fou l'encarregat del planejament i de la construcció del transatlàntic RMS Titanic, a més dels seus dos germans, propietat de la companyia White Star Line: el RMS Olympic i el HMHS Britannic. Anava a bord del Titanic durant el viatge inaugural quan aquest topà contra un iceberg el 14 d'abril; també Andrews fou una de les més de 1500 persones que perderen la vida al naufragi.

## Orígens

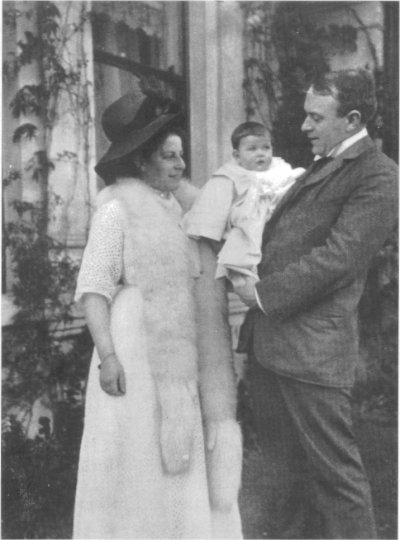
Andrews amb la seva esposa i filla poc abans del viatge inaugural del Titanic

Andrews va néixer a l'Ardara House a Comber, al Comtat de Down, Irlanda del Nord, fill de Thomas Andrews, polític britànic i d'Eliza Pirrie. Germà de John Miller Andrews, Thomas va viure amb la seva família a Ardara, Comber. El 1884 Andrews començà els seus estudis a la Royal Belfast Academical Institution fins al 1889 quan amb setze anys començà l'aprenentatge especial en la companyia de construcció marítima Harland & Wolff on el seu oncle era en part, amo de la companyia.

## Harland & Wolff
A Harland & Wolff, Andrews començà amb tres mesos com a fuster per després treballar-hi en l'evenisteria per un mes i després passar a treballar-hi als vaixells per dos mesos.
Els últims divuit mesos del seu aprenentatge de cinc anys els passà a l'oficina de dibuix. El 1901, Andrews, després d'haver treballat en infinitats de departaments de la companyia, es convertí en el director de les obres de construcció. Aquell mateix any també es feu membre de la Institució d'Arquitectes Navals, una organització britànica de constructors de navilis.
El 1907, Andrews és nomenat director general i cap del departament de dibuix a Harland & Wolff. Durant els seus llargs anys d'aprenentatge, estudis i treballs, Andrews s'havia fet estimar a la companyia i entre els treballadors de la drassana.
El 24 de juny del 1908 es casà amb Helen Reilly Barbour, amb qui tingué una filla anomenada Elizabeth Law Barber Andrews (coneguda per les seves inicials, "ELBA") el 1910.
La parella va viure a "Dunallan" a la Windsow Avenue a Belfast. És sabut també que Andrews arribà una nit Helen a conèixer el RMS Titanic poc abans del naixement d'Elizabeth.
Després de la mort de Thomas, Helen es casà de nou, amb Henry Peirson Harland (de la família de Harland & Wolff) i morí el 22 d'agost de 1966 a Irlanda del Nord.

## RMS Titanic
El 1907, Andrews començà a veure els plans per un nou "gran vaixell", aquest era el RMS Olympic per la White Star Line. L'Olympic i el seu vaixell bessó el RMS Titanic començaren a construir-se el 1909; i foren dissenyats per William Pirrie i pel gerent general Alexander Carlisle juntament amb Andrews. Com l'havia fet amb tots els vaixells que havia supervisat, Andrews es familiaritzà amb l'Olympic i el Titanic, amb la fi de deixar-ho tot en òptimes condicions de funcionament.
Andrews encapçalava un grup de treballadors de la Harland & Wolff que viatjava en els viatges inaugurals dels vaixells construïts per observar-ho tot i fer front a qualsevol imprevist.
El Titanic no fou excepció pel que Andrews i la resta de treballadors de la Harland & Wolff hi viatjaren des de Belfast fins a Southampton, per estar en el viatge inaugural que salparia des d'aquesta ciutat britànica el 10 d'abril de 1912, entre aquests col·laboradors hi estava el fuster Hutchins.
Durant el viatge, Andrews s'allotjà en una de les seves cabines de la coberta B condicionats com a oficina temporal i prengué nota de diversos punts del vaixell que ell sentí que necessitaven ésser reformats. Entre les seves notes hi havia canvis d'ús en fumadors de dames i revernissats dels passamans, canvis de perxes, etc.
Tanmateix, el 14 d'abril, l'últim dia de la seva vida, Andrews li digué a un amic que el Titanic era "gairebé perfecte pel que el cervell humà pot fer".
El 14 d'abril a les 11.40PM el Titanic topà contra un iceberg en la part d'estribord del vaixell.
Andrews estava dormint en la seva cabina en aquell moment i ni tan sols notà la col·lisió. El capità Edward John Smith el convocà immediatament per avaluar-ne els danys. Andrews llavors es feu acompanyar pel fuster Hutchins per revisar el vaixell de popa a proa. El resultat ensorrà el mite de nau insumergible que posseïa el RMS Titanic. Computant els nivells d'entrada d'aigua del vaixell determinà que 5 dels seus 16 compartiments semiestancs estaven oberts al mar i l'esquerda del casc al costat d'estribor era almenys de 100m i situada a 5 m de profunditat.
Andrews determinà que res es podia ja fer-hi i que el Titanic s'enfonsaria literalment en dues hores, dient que "s'aniria al fons de l'oceà" i li ho comunicà a l'incrèdul capità Edward John Smith.
En l'evacuació, Andrews s'encarregà d'anar colpejant porta per porta la gent a les cabines per dir-los que es posessin el salvavides i que pugessin a coberta. Sabent que el destí era l'enfonsament, i que els bots salvavides no eren els suficients per a evacuar tots els passatgers i tripulació, Andrews insistí a ajuntar la major quantitat de gent per pujar als bots i omplir-los tot el possible.
D'acord amb el majordom John Stewart, Andrews fou vist per darrer cop observant indiferent al que li succeïa al seu voltant, el quadre Approach to the New World (Aproximació al Nou Món) a la xemeneia del saló de fumadors de primera classe. La pintura il·lustra l'entrada a Plymouth Sound, el viatge que el Titanic tenia pensat fer al seu regrés de l'inaugural. El RMS Titanic es va enfonsar al cap de pocs minuts.
El cos d'Andrews mai en fou recuperat.
Finalment, el 19 d'abril, el pare d'Andrews (el polític britànic) va rebre un telegrama del cosí de la seva mare (mare de Thomas Andrews Jr.) dient-l'hi que havia parlat amb els supervivents a Nova York, buscant notícies d'Andrews. El telegrama fou llegit en veu alta per Andrews Sr. al personal de la casa a Comber:
| « | Vaig entrevista els oficials del Titanic. Unànimement digueren que el comportament d'Andrews fou heoric fins a la seva mort, pensant solament en la seguretat dels altres. Les més sentides condolences a tota la seva família. | » |

Moltes plaques commemoratives han estat aixecades en el seu honor a Irlanda del Nord i a tot el Regne Unit, a més que molts supervivents varen escriure cartes en el seu honor.